# Nippon Ford Jidōsha
Die Nippon Ford Jidōsha K.K. (japanisch 日本フォード自動車株式会社 Nippon Fōdo Jidōsha Kabushiki Kaisha, englisch Ford Motor Company of Japan Limited) war ein Automobil- und Nutzfahrzeughersteller mit Sitz in Yokohama (Japan).

## Geschichte
Seit 1917 wurden die ersten Ford-Fahrzeuge von Sales & Frazar in Japan vertrieben, ohne allerdings zu versuchen, ein Händlernetz aufzubauen. Obwohl die Vertriebsabteilung von Ford Japan noch 1922 aufgrund der mangelhaften Infrastruktur als ungeeignet für Automobile ansah, wurde im Rahmen einer Asienreise des Ford-Exportleiters Russell I. Roberge ein Potenzial des japanischen Marktes erkannt.  
Ford gründete 1925 eine Tochtergesellschaft in Yokohama. Von 1925 bis 1935 wurde der japanische Markt durch amerikanische Hersteller dominiert (neben Ford seit 1926/27 GM  und seit 1930 auch Chrysler). Im Jahr 1930 betrug der gemeinsame Marktanteil von Ford und General Motors 95 %. Neben einem neuen Gesetz im Jahre 1936, demzufolge bereits existierende ausländische Unternehmen ihre Jahresproduktion nicht weiter steigern durften, führten weitere wirtschaftliche und politische Faktoren dazu, dass sich Ford (wie andere amerikanische Hersteller) 1939 faktisch vom japanischen Markt zurückzog.
Die Anlagen und Grundstücke des Unternehmens wurden 1941 nach der gegenseitigen Kriegserklärung von der japanischen Regierung enteignet. Sämtliche Versuche, die Produktion nach dem 2. Weltkrieg wieder aufzunehmen, schlugen zunächst fehl. Vereinbarungen mit Nissan oder Toyota konnten nicht geschlossen werden; auch ein Verkauf der Grundstücke misslang.
Seit 1974 war Ford in Japan unter dem Namen Ford Jidōsha (Nihon) K.K. (フォード自動車（日本）株式会社, FOJ) wieder als Importeur tätig. Zudem wurden Fahrzeuge verkauft, die von Mazda hergestellt und im Rahmen eines Badge-Engineering mit dem Ford-Logo versehen wurden. Diese Vorgehensweise war zumindest Mitte der 1980er Jahre für amerikanische Automobilunternehmen in Japan ein Alleinstellungsmerkmal. Eine Quelle führt Ford als Hersteller, verweist aber auf den Geschäftssitz von Mazda. 1999 erfolgte die Umfirmierung in Ford Japan Limited (フォード・ジャパン・リミテッド Fōdo Japan Rimiteddo, FJL).
Im Januar 2016 wurde bekanntgegeben, dass sich Ford aus dem japanischen und indonesischen Markt zum Ende des Jahres zurückziehen will, weil der Hersteller diese Verkaufsregionen auf absehbare Zeit für nicht profitabel hielt.
Ford hatte in Japan vor allem Modelle mit Linkslenkung angeboten. Einige der verkauften Modelle wie der Ford Escape wurden von Ford Lio Ho Motor in Taiwan hergestellt.